# Ба (літера)

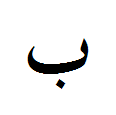
Ізольована форма літери

Ба (араб. باء; ба̄’) — друга літера арабської абетки, позначає звук [b]. 
Походить від літери бет фінікійської абетки.
В ізольованій та кінцевій позиціях ба має вигляд ب; в початковій та серединній — بـ.
Ба належить до місячних літер.
Літері відповідає число 2.
В перській мові ця літера має назву бе (перс. به), звучить як [b].

## В юнікоді
| Юнікод         | U+0628            |
| Ім'я в юнікоді | ARABIC LETTER BEH |
| HTML           | &#1576;           |
| ISO 8859-6     | 0xc8              |